# Уршула Радвањска
Уршула Радвањска (пољ. Urszula Radwańska; рођена 7. децембра 1990. у Ахаусу, Немачка) је пољска професионална тенисерка, млађа сестра тенисерке Агњешке Радвањске.

## Каријера
Рођена је 7. децембра 1990. у немачком граду Ахаусу у породици Роберта и Марте; тенисерка Агњешка Радвањска је њена старија сестра.
Професионалним тенисом почела је да се бави 2005. на ИТФ турнирима. Исте године је освојила неколико турнира у конкуренцији парова, од којих је један освојила са сестром Агњешком. Године 2006. је освојила ИТФ турнир у Бафу (Уједињено Краљевство) у појединачној конкуренцији и турнире у Бурхену и Бафу у конкуренцији парова.
Уршула и Агњешка заједно су освојиле Истанбул куп 2007. Као јуниорка, Уршула је играла и освајала гренд слем турнире. Године 2007. играла је јуниорско финале Отвореног првенства Сједињених Држава, али је и освојила Вимблдон те године. Након освајања Вимблдона постала је прва јуниорка на светској ранг-листи. Те године је играла три ВТА турнира. Такође је, у конкуренцији парова, освојила ИТФ-турнире у Бибераху, Бронксу и Кунмингу.
Дебитантски наступ на гренд слем турнирима за професионалне тенисерке имала је на Вимблдону 2008, када је изгубила у другом колу од касније финалисткиње Серене Вилијамс. Године 2008. освојила је ИТФ турнир у Ванкуверу.

### Пласман на ВТА-листи на крају сезоне
| Година  | 2005 | 2006 | 2007 |
| Пласман | 1025 | 310  | 252  |

### 2009
Године 2009. пласирала се у 4. коло турнира у Индијан Велсу када је победила Светлану Кузњецову. Одбранила је бодове из другог кола Вимблдона, али остатак сезоне није био тако успешан за њу. Завршила је годину на 62. месту.

### 2010
Због повреде леђа почетком године, отказала је већину турнира у 2010, између осталог и Отворено првенство Француске. Пласирала се у 3. коло квалификација у Сиднеју изгубивши од Џил Крејбас, а у првом колу Аустралијан опена изгубила је од Серене Вилијамс.

## Резултати Уршуле Радвањске у финалима

### Победе појединачно (0)
Ниједна

### Порази појединачно (0)
Миједна

### Победе у игри парова (1)
| Бр. | Датум    | Турнир                 | Катего- рија | Наградни фонд $ | Подлога     | Партнерка         | Противници              | Резултат |
| --- | -------- | ---------------------- | ------------ | --------------- | ----------- | ----------------- | ----------------------- | -------- |
| 1   | 21/05/07 | Истанбул куп, Истанбул | III          | 200000          | Земља (от.) | Агњешка Радвањска | Јунг Чан Ђан Сања Мирза | 6-1, 6-3 |

### Порази у игри парова (0)
Ниједан

## Учешће наГренд слемтурнирима

### Појединачно
| Година | Аустралијан Опен | Аустралијан Опен | Ролан Гарос | Ролан Гарос | Вимблдон | Вимблдон        | Ју-Ес Опен | Ју-Ес Опен |
| ------ | ---------------- | ---------------- | ----------- | ----------- | -------- | --------------- | ---------- | ---------- |
| 2008   | -                | -                | -           | -           | 2 коло   | Серена Вилијамс | -          | -          |

### У игри парова
| Година | Аустралијан Опен | Аустралијан Опен | Ролан Гарос         | Ролан Гарос        | Вимблдон | Вимблдон | Ју-Ес Опен | Ју-Ес Опен |
| ------ | ---------------- | ---------------- | ------------------- | ------------------ | -------- | -------- | ---------- | ---------- |
| 2008   | -                | -                | 1 коло А. Радвањска | А. Медина В. Руано | -        | -        | -          | -          |

## Учешће уФед купу
детаљи:(језик: енглески) fedcup.com